# 王禕 (高麗)
始寧侯王禕（韓語：시령후 왕위，？—？），是高麗國第二十一任君主熙宗王韺的次子。

## 生平
王禕的生母是成平王后任氏，有兄長昌原公王祉、弟弟慶原公王祚、大禪師鏡智、明國師覺膺與姊妹承福宮主、永昌公主、德昌宮主、嘉順宮主和貞禧宮主。他的外祖父是宗室寧仁肅懿侯王稹，而外祖母延禧宮主則是其叔祖父明宗王晧的女兒。
熙宗七年（1204年），王禕被冊封為檢校太尉、守司徒、上柱國、始寧侯（韓語：검교태위 수사도 상주국 시령후），後來崔忠獻廢熙宗，他被流放到白翎縣，去世時間不詳，有一子王宏（韓語：왕굉）。